# Impatiens vaughanii
Impatiens vaughanii är en balsaminväxtart som beskrevs av Joseph Dalton Hooker. Impatiens vaughanii ingår i släktet balsaminer, och familjen balsaminväxter. Inga underarter finns listade i Catalogue of Life.